# 李純 (民国)
李 純（り じゅん）は、清末民初の軍人。北京政府、直隷派の有力軍人で、王占元、陳光遠とともに、「長江三督」の一人と呼ばれた。字は秀山。

## 事跡

### 江西省の統治者へ
1888年（光緒14年）、天津武備学堂第2期に入学する。1895年（光緒21年）に卒業すると袁世凱が創設した新建陸軍に配属され、督隊稽査先鋒官に任命された。1902年（光緒28年）、李純は馮国璋配下の提調に任命された。1903年（光緒29年）以降は、鉄良率いる京旗常備軍の下で昇進している。1907年（光緒33年）、第6鎮第11協統領に任命された。
1911年（宣統3年）4月、協都統位を授与された。同年10月、武昌起義が勃発すると、李純率いる第11協は第21混成協に改組され、馮国璋率いる第1軍に配属されて革命派の鎮圧に向かった。11月、李純の軍は漢陽を攻撃し、これを清朝側に取り戻す上で貢献した。
中華民国成立後、李純は第6師師長に任命され、河南省信陽に駐屯した。1913年（民国2年）7月、江西都督李烈鈞が二次革命（第二革命）を起こすと、李純は袁世凱から九江鎮守使に任命される。李純は李烈鈞を撃破して8月には南昌を攻め落とした。この功により、李純は署江西都督に任じられた。1914年（民国3年）6月には、昌武将軍の位を授与され、督理江西全省軍務に任命された。
1915年（民国4年）、袁世凱が皇帝即位を目論むと、当初は李純もこれを支持した。しかし、同年12月に護国戦争（第三革命）が勃発して反袁世論が高まると、袁の皇帝即位に消極的だった馮国璋・段祺瑞に李純も追随する。1916年（民国5年）3月、馮の指示により、李純ら5省の将軍は袁に皇帝即位の取消しを勧める秘密電報を打った。同年6月6日に袁世凱が死去すると、翌7月に各省将軍は督軍となる。李純もそのまま江西督軍として留任した。

### 江蘇省の統治者として
1917年（民国6年）8月、馮国璋が北京入りして代理大総統に就任すると、李純は江蘇督軍に転じた。護法運動が開始されると、孫文ら南方政府への対策をめぐって、「武力統一」を主張する段祺瑞と「和平統一」を主張する馮との間で対立が発生する。10月、段が湖南省への護法軍政府討伐軍派兵を決定すると、李純は湖北督軍王占元、江西督軍陳光遠とともに、これを停止するよう段に圧力をかけた。これにより、段は南方軍征伐を断念し、国務総理の地位を一時退いた。李・王・陳の3督軍は「長江三督」として国政においても注目を受けるようになり、特に李は、その中の指導的存在と目された。
しかし翌年、段祺瑞の腹心徐樹錚が奉天派の張作霖の支援を獲得し、3月に段が国務総理に復帰した。段は馮国璋に圧力をかけ、「和平統一」路線の堅持を困難とさせた。李純は引き続き「和平統一」路線の提唱を続け、安徽派との対決姿勢をとり続けている。しかし同年10月の馮の任期満了による退任、12月の死去により、李純は後ろ盾を失ってしまう。また、直隷派内部でも、曹錕・呉佩孚が台頭し、李純は江蘇1省の支配権を維持するのがやっととなってしまった。
1920年（民国9年）7月の安直戦争では、李純も当然直隷派として参戦したが、北方の主戦場に向かう余力はなかった。そして直隷派の勝利によっても、李純は自己の影響力を強化できず、孤立を深めるばかりとなってしまう。さらに江蘇省内でも反李純の世論が高まり、省内外の逼迫した情勢に李純は精神的に追い詰められていく。
同年10月12日、李純は南京の督軍署の中で自殺した。享年54（満53歳）。